# Europa Cup (mannenhandbal) 1989/90
De European Champions Cup 1989/90 was de dertigste editie van de hoogste handbalcompetitie voor clubs in Europa.

## Deelnemers
| Eerste ronde | Eerste ronde |
| --- | --- |
| - Sporting Neerpelt: Kampioen van België - CSKA Sofia: Kampioen van Bulgarije - IKN Larnacas: Kampioen van Cyprus - Helsingør IF: Kampioen van Denemarken - TUSEM Essen: Kampioen van Duitsland - Kyndil Tórshavn: Kampioen van Faeröer - BK-46 Karis: Kampioen van Finland - US Creteil: Kampioen van Frankrijk - AS Fílippos Véria: Kampioen van Griekenland - Veszprémi ÁÉV-Bramac SE: Kampioen van Hongarije - Vikingur Reykjavik: Kampioen van IJsland - Maccabi Rishon LeZion: Kampioen van Israël - CC Ortigia Siracusa: Kampioen van Italië | - RK Zagreb Chromos: Kampioen van Joegoslavië - HB Eschois Fola: Kampioen van Luxemburg - HAKA E&O Emmen: Kampioen van Nederland - Stavanger IF: Kampioen van Noorwegen - UHK Volksbank Vienne: Kampioen van Oostenrijk - SC Pogon Zabrze: Kampioen van Polen - Benfica: Kampioen van Portugal - FC Barcelona: kampioen van Spanje - Dukla Praag: Kampioen van Tsjecho-Slowakije - Arçelik SK: Kampioen van Turkije - Manchester United: Kampioen van het Verenigd Koninkrijk - ZMC Amicitia: Kampioen van Zwitserland |
| Tweede ronde | |
| - ASK Vorwärts Frankfurt: Kampioen van DDR - Steaua București: Kampioen van Roemenië | - Redbergslids IK: Kampioen van Zweden - SKA Minsk: Kampioen van de Sovjet-Unie |

## Voorronde

### Eerste ronde
| Team 1                | Score   | Team 2               | 1       | 2       |
| --------------------- | ------- | -------------------- | ------- | ------- |
| BK-46 Karis           | 47 – 56 | Stavanger IF         | 30 – 25 | 17 – 31 |
| Raba ETO Györ         | 56 – 38 | AS Fílippos Véria    | 33 – 15 | 23 – 23 |
| Kyndil Tórshavn       | 41 – 55 | Valur                | 27 – 26 | 14 – 29 |
| TUSEM Essen           | 51 – 35 | HAKA E&O Emmen       | 26 – 17 | 25 – 18 |
| RK Zagreb Chromos     | 46 – 39 | SC Pogon Zabrze      | 29 – 20 | 17 – 19 |
| Helsingør IF          | 60 – 28 | HB Eschois Fola      | 30 – 11 | 30 – 17 |
| CC Ortigia Siracusa   | 51 – 39 | Arçelik SK           | 30 – 18 | 21 – 21 |
| Sporting Neerpelt     | 37 – 38 | UHK Volksbank Vienne | 22 – 17 | 15 – 21 |
| Maccabi Rishon LeZion | 30 – 53 | US Creteil           | 15 – 29 | 15 – 24 |
| ZMC Amicitia          | 81 – 21 | Manchester United    | 41 – 12 | 40 – 09 |
| VSJ Košice            | 36 – 39 | CSKA Sofia           | 21 – 16 | 15 – 23 |
| FC Barcelona          | 46 – 37 | Benfica              | 28 – 17 | 18 – 20 |

### Tweede ronde
| Team 1               | Score   | Team 2                 | 1       | 2       |
| -------------------- | ------- | ---------------------- | ------- | ------- |
| SKA Minsk            | 67 – 46 | Stavanger IF           | 39 – 21 | 28 – 25 |
| Raba ETO Györ        | 60 – 44 | Valur                  | 29 – 23 | 31 – 21 |
| Steaua București     | 44 – 51 | TUSEM Essen            | 21 – 22 | 23 – 29 |
| RK Zagreb Chromos    | 55 – 41 | Helsingør IF           | 28 – 19 | 27 – 22 |
| CC Ortigia Siracusa  | 33 – 43 | ASK Vorwärts Frankfurt | 17 – 17 | 16 – 29 |
| UHK Volksbank Vienne | 37 – 40 | US Creteil             | 19 – 19 | 18 – 21 |
| Redbergslids IK      | 37 – 34 | ZMC Amicitia           | 16 – 16 | 21 – 18 |
| CSKA Sofia           | 37 – 62 | FC Barcelona           | 16 – 26 | 21 – 36 |

## Hoofdronde

### Kwart finale
| Team 1                 | Score   | Team 2            | 1       | 2       |
| ---------------------- | ------- | ----------------- | ------- | ------- |
| Raba ETO Györ          | 43 – 60 | SKA Minsk         | 21 – 29 | 22 – 31 |
| TUSEM Essen            | 50 – 49 | RK Zagreb Chromos | 24 – 17 | 26 – 32 |
| ASK Vorwärts Frankfurt | 33 – 39 | US Creteil        | 17 – 17 | 16 – 22 |
| Redbergslids IK        | 41 – 44 | FC Barcelona      | 22 – 16 | 19 – 28 |

### Halve finale
| Team 1       | Score   | Team 2      | 1       | 2       |
| ------------ | ------- | ----------- | ------- | ------- |
| SKA Minsk    | 55 – 45 | TUSEM Essen | 27 – 17 | 28 – 28 |
| FC Barcelona | 43 – 37 | US Creteil  | 23 – 18 | 20 – 19 |

### Finale
| Team 1       | Score   | Team 2       |
| ------------ | ------- | ------------ |
| SKA Minsk    | 26 - 21 | FC Barcelona |
| FC Barcelona | 29 - 27 | CSKA Moskou  |
| Totaal       |         |              |
| SKA Minsk    | 53 - 50 | FC Barcelona |

|           |
|           |
| SKA Minsk |
| 3de titel |